# Рэттл, Саймон
Сэр Саймон Денис Рэттл, также Реттл (англ. Simon Denis Rattle; род. 19 января 1955, Ливерпуль) — британский дирижёр.

## Биография
Учился фортепиано, скрипке, выступал как перкуссионист.

В 1974 году окончил Королевскую академию музыки в Лондоне, ученик Джона Кару.
В 1974—1976 годах — второй дирижёр Борнмутского симфонического оркестра, в 1980—1998 годах — главный дирижёр, а позднее музыкальный руководитель Бирмингемского симфонического оркестра.
С 1992 года работает также с лондонским Оркестром эпохи Просвещения.
С 2002 года — главный дирижёр Берлинского филармонического оркестра. C 2017 года — главный дирижёр Лондонского симфонического оркестра. Выступал с крупнейшими оркестрами США.
C 2023 года — главный дирижёр Симфонического оркестра Баварского радио.
Выступал на церемонии открытия летних Олимпийских игр 2012 года.

## Репертуар и записи
В репертуаре Саймона Рэттла — Гайдн, Шуберт, Бетховен, Брамс, Брукнер, Малер, П. И. Чайковский, Р. Штраус, Дворжак, Яначек, Орф, Шимановский, Стравинский, Прокофьев, Шостакович, Бриттен, Гершвин, Мессиан, Адес, Чин Ынсук.
Среди осуществлённых записей — произведения Белы Бартока (в том числе все фортепианные концерты с Питером Донохоу), Людвига ван Бетховена (все симфонии), Иоганнеса Брамса (все симфонии), Бенджамина Бриттена, Джорджа Гершвина, Клода Дебюсси, Густава Малера (все симфонии), Мориса Равеля, Яна Сибелиуса (все симфонии), Игоря Стравинского, Петра Чайковского, Кароля Шимановского, Дмитрия Шостаковича, Франца Шуберта. Интересными были признаны трактовки Рэттлом «Страстей по Иоанну» и «Страстей по Матфею» Иоганна Себастьяна Баха в полусценической постановке Питера Селларса в 2014 году.
Записал с Берлинским филармоническим оркестром на лейбле EMI саундтрек к фильму «Парфюмер. История одного убийцы».

## Признание
- Командор Ордена Британской Империи (1987)
- Медаль Альберта (Королевское общество искусств) (1997)
- Почетный доктор музыки Оксфордского университета (1999)
- Премия Вольфа в области искусств (музыка, 2012)[2]
- Член ордена Заслуг (ОМ, 2014)[3].

По результатам опроса, проведённого в ноябре 2010 года британским журналом о классической музыке «BBC Music Magazine» среди ста дирижёров из разных стран, среди которых такие музыканты, как Колин Дэвис (Великобритания), Валерий Гергиев (Россия), Густаво Дудамель (Венесуэла), Марис Янсонс (Латвия), Саймон Рэттл занял шестое место в списке из двадцати наиболее выдающихся дирижёров всех времён. Введён в Зал славы журнала Gramophone.